# Hi-Lite Records
Hi-Lite Records est un label discographique sud-coréen basé à Séoul en Corée du Sud. Il a été fondé en 2010 par le rappeur Paloalto.

## Partenariat avec CJ E&M
Il a été annoncé en octobre 2015 que l'agence CJ E&M achèterait le label. Des représentants ont déclaré que l'agence fournirait au label de l'assistance dans le financement, le marketing et l'étendu de son réseau mondial, leur permettant de se focaliser uniquement sur la musique.

## Artistes
- Paloalto
- Pinodyne (Huckleberry P & Soul Fish)
- Reddy
- DJ Djanga
- Soul One
- Camo Starr
- G2
- SWAY D
- YunB
- Jowonu
- Swervy
- Jerd
- Soovi

## Anciens artistes
- Evo
- GLV
- TKO
- DJ Frekeey
- 211
- Keith Ape
- B-Free (est parti le 7 mai 2016)[2]
- Okasian (est parti le 27 mai 2016)[3]

## Discographie
- HI-LITE Records - HI-LIFE (2013)
- The Cohort – Orca-Tape (2013)